# Un cos al bosc
És la segona pel·lícula de ficció dirigida per Joaquim Jordà l'any 1996 classificada pel mateix Jordà amb el gènere de "Thiller rural". Protagonitzada per Rossy de Palma és comparada per la crítica amb la sèrie de televisió Twin Peaks.
El film amaga una dissecció de la Catalunya profunda, amb ironia i humor negre, plena de corrupció i prejudicis. Un joc de poder que enfronta amb els derrotats d'una societat que tot ho sap, però tot s'ho calla per això les autèntiques víctimes son, com sempre, els més dèbils.

## Fitxa tècnica
Producció: Sodegasa, Els Quatre gats, Films de l'Orient.
Productor: Julio Fernández
Productors executius: Josep Antoni Pérez i Giner, Josep Maria Forn, José Luis Garcia Arrojo.
Cap de producció: Aureli de Luna
Direcció: Joaquim Jordà
Guió: Joaquim Jordà
Director de fotografia: Carles Gusi
Director Artístic: Antonio Belart
Música: Sergi Jordá
Muntatge: Iván Aledo
Ajudant de direcció: Oriol Ferrer
Script: Núria Villazán
Operador de càmera: Carles Gusi
Foto Fixa: Cristina Casanovas
Ajudant de muntage: Cristina Velasco
Ajudant de producció: Teresa Grafell
Tècnic de so: Dani Fontrodona
Intèrprets: Rossy de Palma, Núria Prims, Ricard Borràs, Joan Masdeu, Lamin Cham, Pep Molina, Jaume Valls, Mingo Ràfols, Julieta Serrano, Pep Tosar, Antoni de Planell, Carles Puig.
Durada: 90 min
Argument: Un grup de caçadors descobreix al bosc el cadàver d'una jove dels voltants amb signes evidents d'haver estat assassinada. La tinenta Cifuentes, de la Guardia Civil, s'encarregarà de la investigació, així com anirà aquesta avançant descobrirà diversos secrets.